# Biserica „Sfântul Nicolae” din Lipceni
Biserica „Sf. Nicolae” este o biserică amplasată în Lipceni, raionul Rezina, Republica Moldova. Este un monument arhitectural de importanță națională inclus în Registrul monumentelor Republicii Moldova ocrotite de stat cu nr. 1895 (raionul Rezina). Datează din sec. XIX.